# Josef Braniš
Josef Braniš (23. března 1853 Brandýs nad Labem – 25. prosince 1911 Kladno) byl český středoškolský profesor, historik umění, archeolog a spisovatel.

## Život
V letech 1862–1865 navštěvoval reálku v Brandýse nad Labem. V letech 1865–1873 absolvoval akademické gymnasium v Praze a v letech 1873–1876 obor historie na filosofické fakultě v Praze. Pedagogickou dráhu zahájil jako zastupující profesor na reálce v Kutné Hoře (1876–1886).
V době studií se již zabýval archeologií a procestoval celé Čechy. Pracovní roky v Kutné Hoře jeho vztah k památkám jen utužily a poskytly mu také studijní materiál pro řadu publikací.
V dalších letech za památkami cestoval i v alpských zemích, v celém Německu i v Itálii. Shromážděné poznatky se staly základem velkých Dějin středověkého umění v Čechách (1893) a Katechismu dějin umění, kterým významně přispěl k obecnému přehledu o hodnotách uměleckého odkazu minulosti.
Od roku 1886 vyučoval na české reálce v Českých Budějovicích a působil zde také jako konzervátor c. a k. Centrální komise pro zkoumání, soupis a ochranu památek pro okresy České Budějovice, Český Krumlov, Kaplice, Prachatice a Sušice (1888-1909) a okresy Kladno a Strakonice (1909). V letech 1893-1908 přednášel dějiny umění v biskupském semináři v Českých Budějovicích.
V letech 1908–1911 byl ředitelem kladenského gymnázia, od roku 1910 dopisujícím členem 1. třídy ČAVU. Byl nositelem Rytířského kříže Řádu Františka Josefa.

## Spisy
- Braniš Josef, O působení kláštera sázavského na vývoj stavitelství a plastiky ve východních Čechách, Kutná Hora 1881
- Braniš Josef, Děkanský chrám Nanebevzetí Panny Marie v Trhových Svinech, České Budějovice 1889
- BRANIŠ, Josef. Dějiny středověkého umění v Čechách I.-II.. Praha: Höfer & Klouček, 1892–1893. Dostupné online.
- BRANIŠ, Josef. Chrám svaté Barbory v Hoře Kutné : dějiny a popis původní stavby až do r. 1620 / dle souvěkých pramenův a vlastních studií napsal Josef Braniš. Ilustrace Jiří Zach. Kutná Hora: Karel Šolc, 1891 (1899). 127 s. Dostupné online.
- Braniš Josef, Katechismus dějin umění, Praha 1896 (1922, 1937) Dostupné on-line
- Braniš Josef, Zvíkov, Praha 1906
- Braniš Josef, Svatá Koruna, bývalý klášter cistercienský, Praha 1907 https://www.academia.edu/39926488/
- Braniš Josef, Obrazy z dějin jihočeského umění, Praha 1909
- Braniš Josef, Staročeské hrady, Praha 1909

V rámci edice Soupis památek historických a uměleckých v království Českém provedl soupisy okresů:
- 1900 Budějovice I. Okres dostupné on-line Archivováno 27. 11. 2014 na Wayback Machine.

## Ocenění
- Řád Františka Josefa, velkokříž